# Двенадцатиугольный камень
Двенадцатиугольный камень — археологический артефакт, расположенный в Куско, Перу. Он был частью каменной стены дворца инков и считается объектом национального наследия. Камень в настоящее время является частью стены дворца архиепископа Куско.

## Характеристики
Двенадцатиугольный камень образован из диоритовых пород и известен благодаря своей прекрасной отделке и двенадцати граням. Этот блок входит в культурное наследие Перу и расположен в городе Куско, в 1105 км от Лимы. Камень является отличным примером эволюции строительства инков. Существуют и другие камни с подобными гранями, но камень с двенадцатью углами является самым известным.
В качестве примера развитой технологии каменной кладки инков камень является популярной достопримечательностью Куско и гордостью для многих местных жителей. Великолепно вытесанный камень является частью стены, известной как Хатун Румиок, которая в данное время составляет наружную стену дворца архиепископа.